# The Man with Two Brians
The Man with Two Brians («Человек с двумя Брайанами») — пятая серия седьмого сезона мультсериала «Гриффины». Премьерный показ состоялся 9 ноября 2008 года на канале FOX.

## Сюжет
Питер с друзьями впечатлены программой «Чудаки» и решают повторить подобные безумства в домашних условиях. Во время очередного трюка (прыжок через озеро) Питер едва не погибает. Брайан пытается спасти его, но и сам едва не идёт ко дну; обоих спасает Джо. После этого случая Лоис требует от Питера беречь Брайана, но Питер всё понимает не так, и вскоре приводит в дом молодого пса на замену Брайану, которого зовут Новый Брайан (New Brian).
Новый Брайан оказывается отличной собакой: будит утром Лоис и Питера мелодичной игрой на флейте, хорошо играет на гитаре, поёт, вкусно готовит и выслушивает душевные переживания Мег. Даже Брайану, который не хочет смириться с тем, что Нового Брайана взяли ему на замену, он по душе. Стьюи пытается объяснить своему старому другу происходящее, и вскоре пёс признаёт его правоту: внимание семьи полностью переключилось на новую собаку.
Брайан решает уехать и прощается с Гриффинами, которые его особенно-то и не удерживают. Пёс поселяется у Кливленда, а потом у Куагмира. Между тем, Стьюи Новый Брайан совершенно не нравится (— Он такой милый, слащавый, идеальный… Но пентюх. И всю семью превращает в кучку придурков), и поэтому малыш просит вернуться старого Брайана, но тот отказывается, «пока этот пёс там». Тогда Стьюи решает выгнать Нового Брайана из дома, но убивает его в приступе ревности — новый пёс, оказывается, занимался сексом с Рупертом, любимым плюшевым медвежонком Стьюи. Написав фальшивую предсмертную записку, Стьюи заставляет домашних поверить, что это было самоубийство. Брайан возвращается в семью.

## Создание
Автор сценария: Джон Винер
Режиссёр: Доминик Бьянчи
Композитор: Рон Джоунс
Приглашённые знаменитости: Джонни Ноксвилл (камео), Уилл Сассо и Кэмайлл Гуэрти
Регулярные критики (в лице Ахсана Хака, сайт IGN) неодобрительно приняли этот эпизод.